# Sterling Holloway

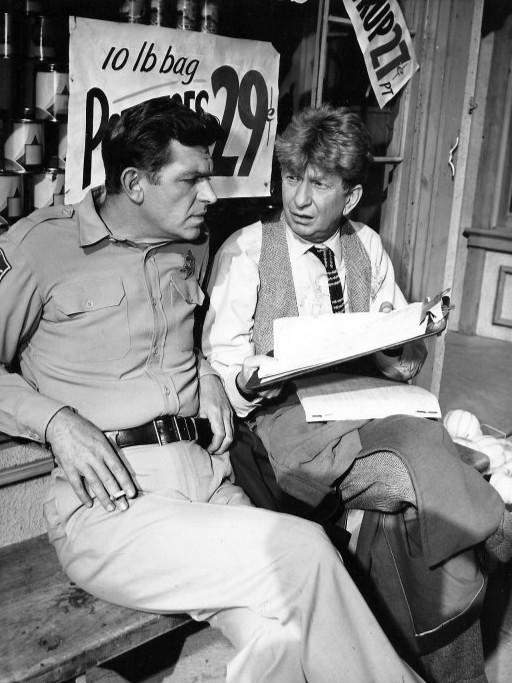
Holloway (r.) met Andy Griffith in The Andy Griffith Show (1962)

Sterling Price Holloway jr. (Cedartown (Georgia), 4 januari 1905 – Los Angeles (Californië), 22 november 1992) was een Amerikaanse stemacteur voor de Walt Disney Studio's.
Hij begon met een cameorol in de animatiefilm Dombo en werd later een Disneylegende toen hij de stem van Winnie de Poeh vertolkte.

## Biografie
Sterling Holloway werd naar de geconfedereerde generaal Sterling "Pap" Price genoemd. Nadat hij gestudeerd had aan het Georgia Millitary College, ging hij studeren aan de American Academy of Dramatic Arts in New York. Na zijn studie (jaren twintig), was hij werkzaam in het theater, en speelde hij in een serie revues van Rodgers en Hart. Holloway had een lichte tenorstem, en waagde zijn kans als professioneel zanger. Hij introduceerde Rodgers and Harts I'll take Manhattan in 1925 en in de editie van de Garrick Gaities-revue in 1926 zong hij Mountain Greenery.

## Stemacteur
In 1930 verhuisde Holloway naar Hollywood, om er een filmcarrière op te gaan bouwen, die bijna vijftig jaar zou duren. Hij werd een van de meest gevraagde karakteracteurs en dansers. Maar al snel vond hij zijn nieuwe passie als stemacteur. Holloway diende actief in de Tweede Wereldoorlog als lid van de Special Services totdat hij een show produceerde voor de soldaten en op tournee ging langs de frontlinies in Italië en Noord-Afrika.

### Zijn werk
In 1941 werd zijn unieke stem voor het eerst gehoord in de Walt Disney animatiefilm Dombo waar hij zijn stem leende aan het personage Mr. Stork. Hij vertolkte ook de volwassen Flower in de animatiefilm Bambi (1942), de rol van Kaa in Jungle Book (1967) evenals de Kolderkat in Alice in Wonderland (1951), verteller van Peter en de Wolf en de muis Roquefort in The Aristocats. Ook heeft hij in een versie van Mickey and the beanstalk de rol van verteller op zich genomen. 
Zijn grootste roem bereikte de acteur met de stem van Winnie de Poeh, een rol die hij bleef vertolken tot hij met pensioen ging in 1979. De stem werd sindsdien door meerdere acteurs ingesproken, namelijk door Hal Smith en Jim Cummings, de huidige stem van het tekenfilmfiguur. Holloway werd officieel geëerd door Disney als Disneylegende in 1991.

### Televisie
Op televisie had hij regelmatig een gastoptreden als de excentrieke professor in de televisieserie The Adventures of Superman en The Life of Riley. Hij verscheen daarnaast in The Untouchables, Hazel, The Twilight Zone, Gilligan's Island en The Andy Griffith Show. Later verzamelde Holloway een grote collectie van moderne kunst, waarover hij af en toe spreekbeurten gaf.
Privé
Holloway steunde op politiek vlak altijd de Democraten. Hij was vader van een adoptiezoon. Uiteindelijk overleed de acteur aan een hartstilstand. 
- Biblioteca Nacional de España: XX4742517
- Bibliothèque nationale de France: cb140529748 (data)
- Gemeinsame Normdatei: 1119249279
- International Standard Name Identifier: 0000 0001 1560 7145
- Library of Congress Control Number: n78013170
- MusicBrainz: ace542c8-d312-4054-84a2-e3dba12a78b9
- Nationale Bibliotheek van Tsjechië: xx0162471
- Nationale Bibliotheek van Israël: 987007437211805171
- Nederlandse Thesaurus van Auteursnamen: 072568186
- SNAC: w6pg41d5
- Virtual International Authority File: 14975548
- WorldCat: E39PBJthbjG68QWyrKXtVVgHYP